# Прецизна трефа
Прецизна трефа е система за обявяване в бриджа. Това е една от системите с откриване силна трефа и като цяло се счита за „условна“ система въпреки че комбинира както конвенционални (условни) така и натурални обяви. Въведена е от американеца от китайски произход Уей и носи големи успехи на националния отбор на Тайван през началото на 70-те години на 20 век. Техните успехи дават тласък на развитието на много системи за обявяване с откриване „силна трефа“.
Основен момент в Прецизната трефа е откриващата обява 1♣, която показва ръка с 16 и повече о.т. и произволно разпределение. Откриване 1 в мажор (бридж) показва 11-15 о.т. и петорен цвят. 1БК показва балансирана ръка (без петорен мажор) и 13-15 о.т. Всички откриващи обяви са силно ограничени като диапазон от точки и разпределение, което дава възможност на партньора бързо да си изгради ясна представа за потенциала на ръцете и шансовете за частичен запис, манш или шлем.
Най-известната бридж двойка използваща Прецизна трефа е тази на многократните световни шампиони Джеф Мекстрот и Ерик Родуел.

## Основни откриващи последователности
- 1♣: Конвенционална, 16+
  - Отговори:
  - 1♦: 0-7 или разпределение 4441 с произволен сек
  - 1♥, 1♠, 2♣ 2♦: 8+, 5-рен цвят
  - 1NT: 8-10, балансирана ръка
  - 2♥, 2♠: 4-7, 6-рен цвят
  - 2NT: 11-13 or 16+, балансирана ръка
  - 3♣, 3♦, 3♥, 3♠: 4-7, 7-рен цвят
  - 3NT: 14-15, балансирана ръка

- 1♦: 11-15, две или повече кари

- 1♥, 1♠: 11-15, 5-рен цвят

- 1NT: 13-15, балансирана ръка („слаб без коз“)

- 2♣: 11-15, 6-рен цвят или 5-рен цвят с 4-рен мажор

- 2♦: Конвенционална, 11-15, триветна ръка със сек или шикан в каро

- 2♥, 2♠: 8-10, good 6-card suit („слаби 2“ или „мини 2“)

- 2NT: 22-24, балансирана ръка

- 3♣, 3♦, 3♥, 3♠: нормален бараж

- 3NT: Конвенционална (Хазартен 3БК), солиден 7-рен минор с AKQ и без странична сила.

Съществуват много вариации на системата особено по отношение на използваните конвенционални обяви в развитието на обявяването.
|  | Тази страница частично или изцяло представлява превод на страницата Precision Club в Уикипедия на английски. Оригиналният текст, както и този превод, са защитени от Лиценза „Криейтив Комънс – Признание – Споделяне на споделеното“, а за съдържание, създадено преди юни 2009 година – от Лиценза за свободна документация на ГНУ. Прегледайте историята на редакциите на оригиналната страница, както и на преводната страница, за да видите списъка на съавторите. ВАЖНО: Този шаблон се отнася единствено до авторските права върху съдържанието на статията. Добавянето му не отменя изискването да се посочват конкретни източници на твърденията, които да бъдат благонадеждни. |